# جسر مارجريت
جسر مارجريت هو جسر يقع في بودابست، المجر يربط بين بودا وبشت.